# Djurgårdens IF Fotboll 1909
Djurgårdens IF Fotboll, spelade i Stockholmsserien, klass 1 1909. DIF slutade på en 3:e plats i serien.
Man förlorade finalen mot Örgryte IS med 8-2 på Walhalla idrottsplats i Göteborg inför 5888 åskådare.